# Grafschaft Meaux
Von 888/889 bis 1019/1021 war die Grafschaft Meaux mit dem Hauptort Meaux in Händen der Grafenhauses Vermandois, einer Linie der Karolinger; die Grafen sind:
- Chagnerich, comes des pagus Meaux, † um 633 (Burgundofarones)
- Chagnulf, comes des pagus Meaux, † 642 (Burgundofarones)

- Tetbert (Theutbert, Theodebert), Bruder des Bischofs Anschericus (Anscharic) von Paris, Graf von Meaux 877-888
- Heribert I. von Vermandois, Graf von Meaux 888/889–900/907
- Heribert II. von Vermandois, Graf von Meaux 900/907–943
- Robert, Graf von Meaux 946–967
- Heribert der Alte, Graf von Meaux 967–980/984
- Heribert der Jüngere, Graf von Meaux 980/984–995
- Stephan (Étienne), Graf von Meaux 995–1019/1021

Theobald I. († 978) Graf von Blois, heiratet Liutgard von Vermandois, Tochter des Grafen Heribert II., Erbin der Grafschaft Meaux und der Grafschaft Troyes, die später unter dem Namen Champagne zusammengefasst werden.
- Odo I. (983–1037), Urenkel Theobalds I., Graf von Meaux 1022–1037, auch Graf von Blois, Reims und Troyes.
- Stephan I. († 1047/58), Graf von Meaux 1037–1047, auch Graf von Troyes
- Odo II., Graf von Meaux 1047–1066, auch Graf von Troyes.
- Theobald I. (1019–1089), Graf von Meaux 1066–1089, auch Graf von Blois und Troyes.
- Stephan II. († 1102), Graf von Meaux 1089–1102, auch Graf von Blois.
- Theobald II. († 1152), Graf von Meaux 1102–1152, auch Graf von Blois, dann Graf von Champagne.

Dessen Nachfolger siehe unter Graf von Champagne.
Im 14. Jahrhundert fielen Stadt und Grafschaft Meaux mit der Champagne an den König.